# Karin Bellingkrodt
Karin Bellingkrodt (* 1943 in Zwickau) ist eine deutsche Hörspielautorin und -regisseurin.

## Leben
Karin Bellingkrodt studierte nach dem Abitur Slawistik und Politische Wissenschaft, nahm danach Lehr- und Forschungsaufträge an. Seit Mitte der 1980er Jahre arbeitet sie als Autorin und Regisseurin von Hörspielen für verschiedene Sender. Bellingkrodt ist freischaffend tätig und lebt in Berlin.

## Hörspielarbeiten

### Als Autorin und Regisseurin
- 1985: Friedliche Automaten (mit Ingomar von Kieseritzky)
- 1987: Sulzer und die Neuordnung des Lebens oder Die Theologie der Erfrischung (Co-Autor: Ingomar von Kieseritzky)
- 1989: Reanimation oder Unaufhörliche Mutterchose (Co-Autor: Ingomar von Kieseritzky)
- 1989: Sulzer und die Traumfrauen (Co-Autor: Ingomar von Kieseritzky)
- 1989: Auf allen Ebenen (Co-Autor: Ingomar von Kieseritzky)
- 2003: Standortfragen

### Als Autorin
- 1985: Tristan und Isolde im Walde (mit Ingomar von Kieseritzky) – Regie: Ingomar von Kieseritzky
- 1989: Gift (mit Ingomar von Kieseritzky) – Regie: Joachim Höppner
- 1989: Ein idealer Urlaub (mit Ingomar von Kieseritzky) – Regie: Klaus Ickert
- 2004: Frühjahrsdepression oder Wie man seine Feinde in Not versetzt – Regie: Jörg Schlüter
- 2006: Selbstlos – Regie: Angeli Backhausen

### Als Regisseurin
- 1986: Die Konditionierung – Autor: Ingomar von Kieseritzky
- 1986: Die Abenteuer des Herrn Milos oder Ein selbstloser Liebhaber – Autor: Ingomar Kieseritzky
- 1986: Seelenapparate – Autor: Ingomar von Kieseritzky
- 1987: Sulzer kauft Parfum – Autor: Ingomar von Kieseritzky
- 1987: Der Körper, die unbekannte Maschine oder Sulzer und die totale Sanierung – Autor: Ingomar von Kieseritzky
- 1987: Sulzer ganz normal oder Wer ist hier eigentlich verrückt – Autor: Ingomar von Kieseritzky
- 1988: Mißglückte Triole zu Trinitatis – oder: Der Nebenbuhler – Autor: Ingomar von Kieseritzky
- 1988: Frauenlos – Autor: Ingomar von Kieseritzky
- 1989: Nichts als Zufall oder Ohne Hypothese geht es nicht – Autor: Ingomar von Kieseritzky
- 1990: Die Maschine – Autor: Ingomar von Kieseritzky
- 1992: Der Zerfall – Autor: Ingomar von Kieseritzky
- 1992: Instruktion über eine Affaire – Autor: Ingomar von Kieseritzky
- 1992: Die Hundswut oder Der wahre Wahn – Autor: Ingomar von Kieseritzky
- 1992: Das Universum des Weibes. Eine Betastung – Autor: Ingomar von Kieseritzky
- 1993: Eine hübsche kleine Tragödie – Autor: Miklós Mészöly
- 1993: Mein schwarzer Prinz – Autorin: Jelena Gremina
- 1993: Aktenlos oder Der Hamster im Laufrad – Autor: Ingomar von Kieseritzky
- 1993: Fasching und Vogelsang – Autor: Helmut Peschina
- 1994: Kleine Dämonologie für Anfänger – Autor: Ingomar von Kieseritzky
- 1996: Mord in der Villa Massimo – Autor: Ingomar von Kieseritzky
- 1997: Die Spinne im magischen Netz. Märchen – Autor: Ingomar von Kieseritzky
- 1999: Geheime Rede an einer Akademie – Autor: László Krasznahorkai
- 2002: Wie man auf den Hund kommt oder Arme Ritter – Autor: Ingomar von Kieseritzky
- 2008: Flohzirkus – Autor: Ingomar von Kieseritzky

## Auszeichnungen
- 1988: Hörspiel des Monats September für Frauenlos
- 1993: Hörspiel des Monats August für Aktenlos oder Der Hamster im Laufrad